# Pterolophia deformis
Pterolophia deformis är en skalbaggsart som beskrevs av Stefan von Breuning 1939. Pterolophia deformis ingår i släktet Pterolophia och familjen långhorningar. Inga underarter finns listade i Catalogue of Life.